# Österreichischer Filmpreis 2016

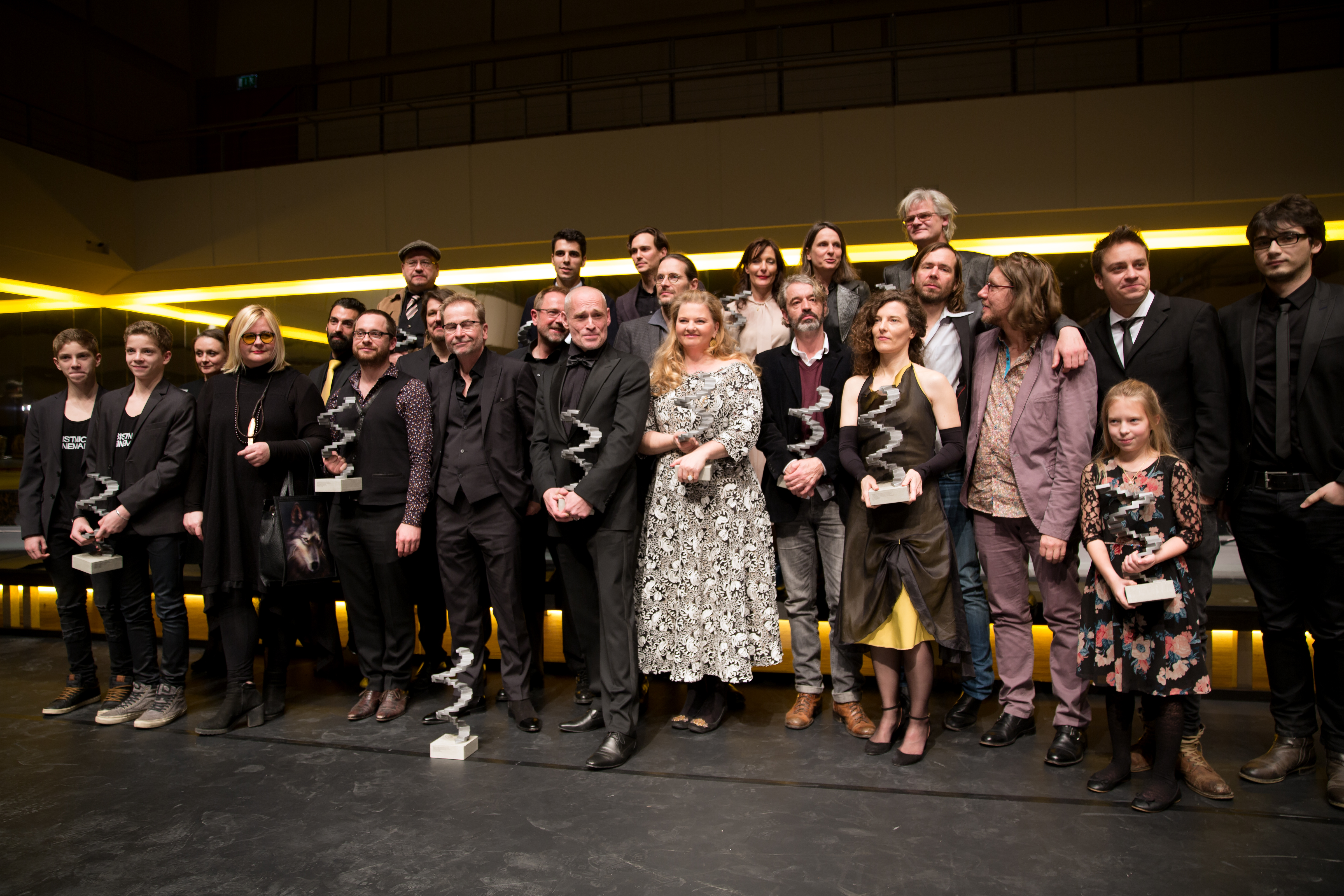
Preisträger des Österreichischen Filmpreises 2016

Die Verleihung der Österreichischen Filmpreise 2016 durch die Akademie des Österreichischen Films fand am 20. Jänner 2016 in Grafenegg, Niederösterreich statt. Mit sechs Nominierungen ging der Horrorfilm Ich seh, Ich seh als der Favorit ins Rennen, ausgezeichnet wurde er in den fünf Kategorien Bester Spielfilm, Beste Regie, Beste Kamera, Beste Maske und Bestes Szenenbild. Moderiert wurde die Veranstaltung von Jessica Hausner, Philipp Hochmair, Christiane Hörbiger, Gabriele Kranzelbinder, Catalina Molina, David Schalko, Eva Spreitzhofer und Mirjam Unger.

## Preisträger und Nominierte

### Bester Spielfilm

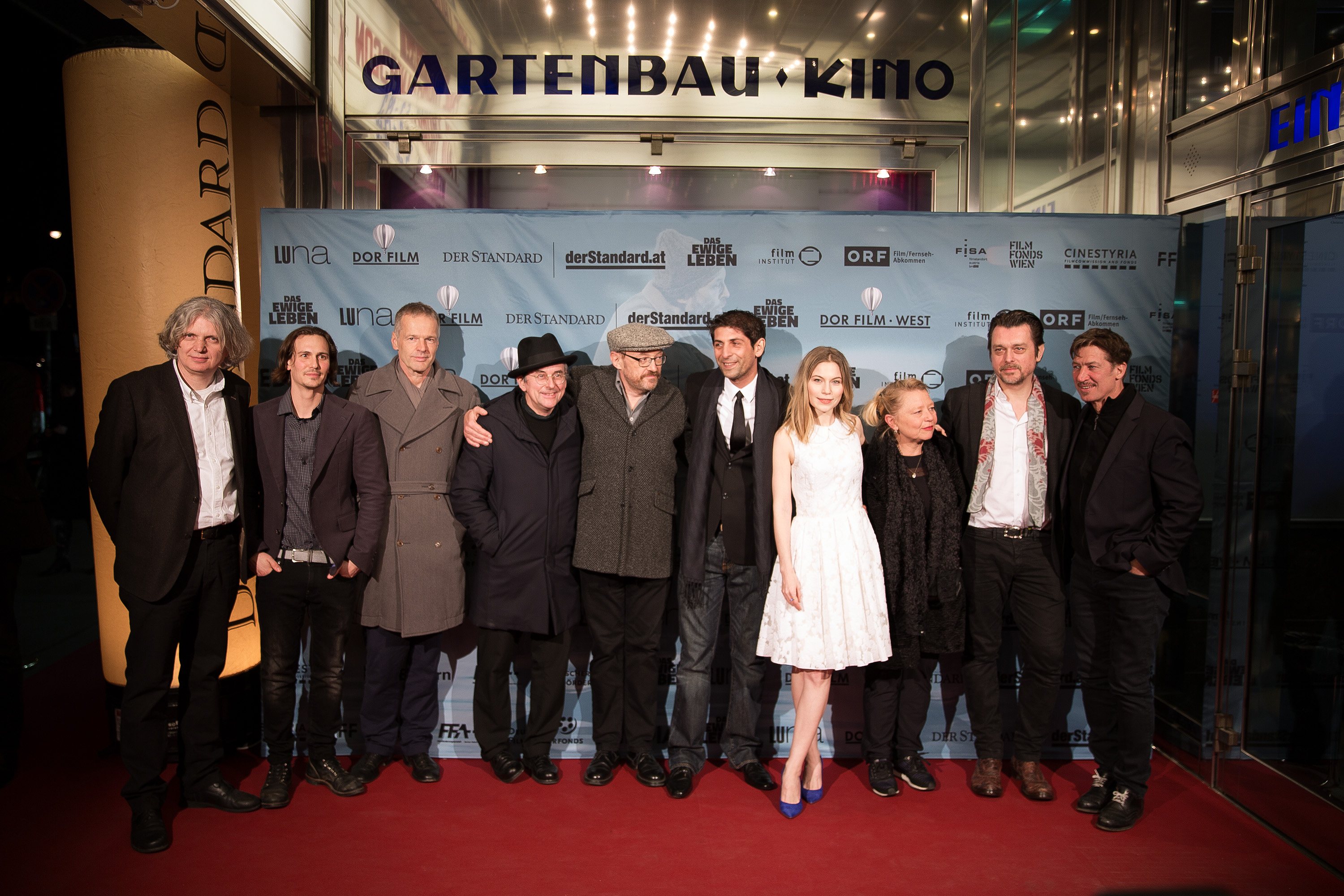
Das ewige Leben, Hauptdarsteller und Autoren bei der Premiere

- Ich seh, Ich seh – P.: Ulrich Seidl
  - Einer von uns – P.: Arash T. Riahi, Karin C. Berger
  - Das ewige Leben – P.: Danny Krausz, Kurt Stocker

### Bester Dokumentarfilm
- Lampedusa im Winter – P.: Jakob Brossmann
  - Über die Jahre – P.: Nikolaus Geyrhalter, Michael Kitzberger, Wolfgang Widerhofer, Markus Glaser
  - Wie die Anderen – P.: Johannes Rosenberger

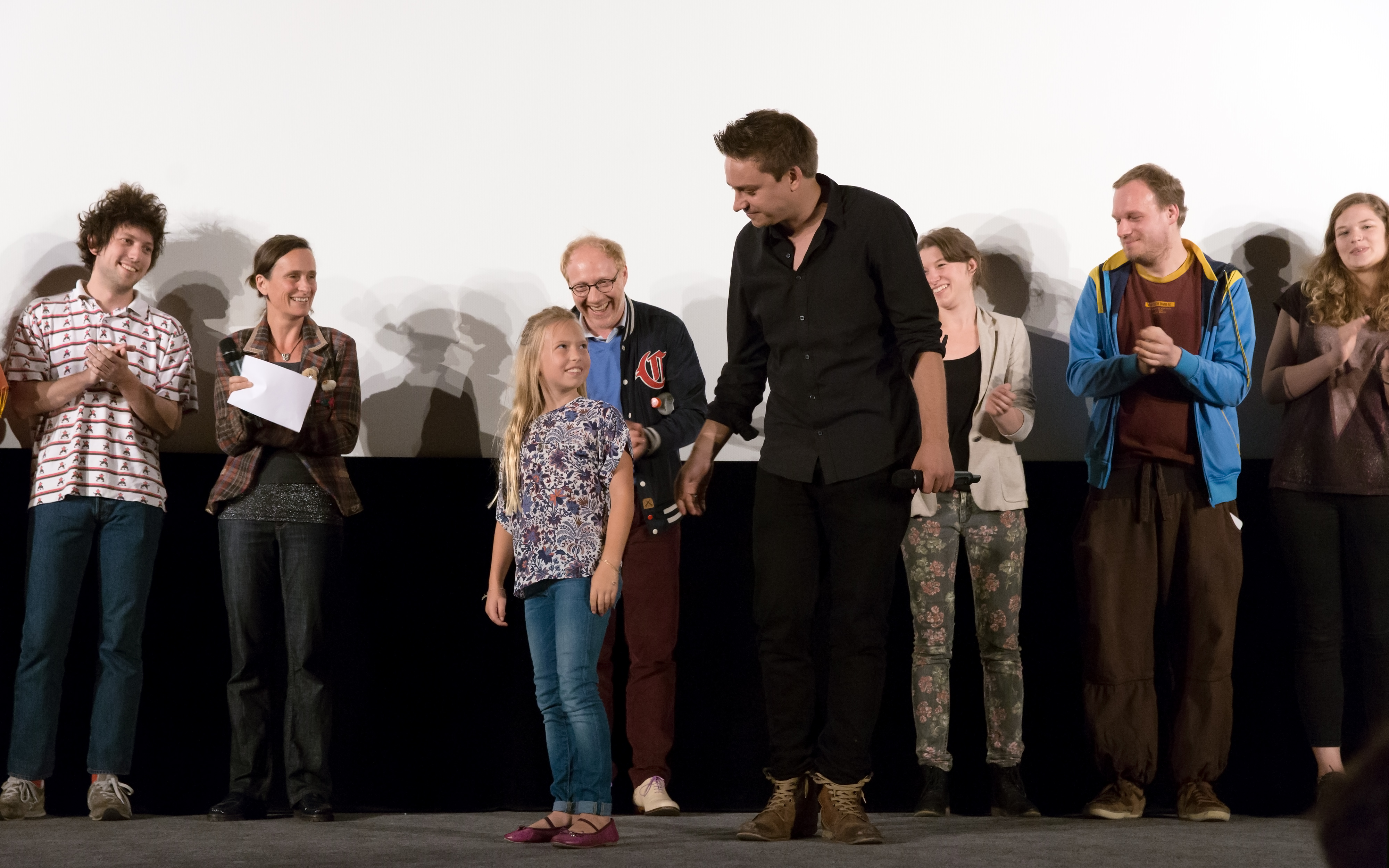
Alles wird gut, das Team bei der Vorführung im Rahmen von VIS 2015

### Bester Kurzfilm
- Alles wird gut – P.: Patrick Vollrath
  - Esel – P.: Rafael Haider
  - Uncanny Valley – P.: Paul Wenninger

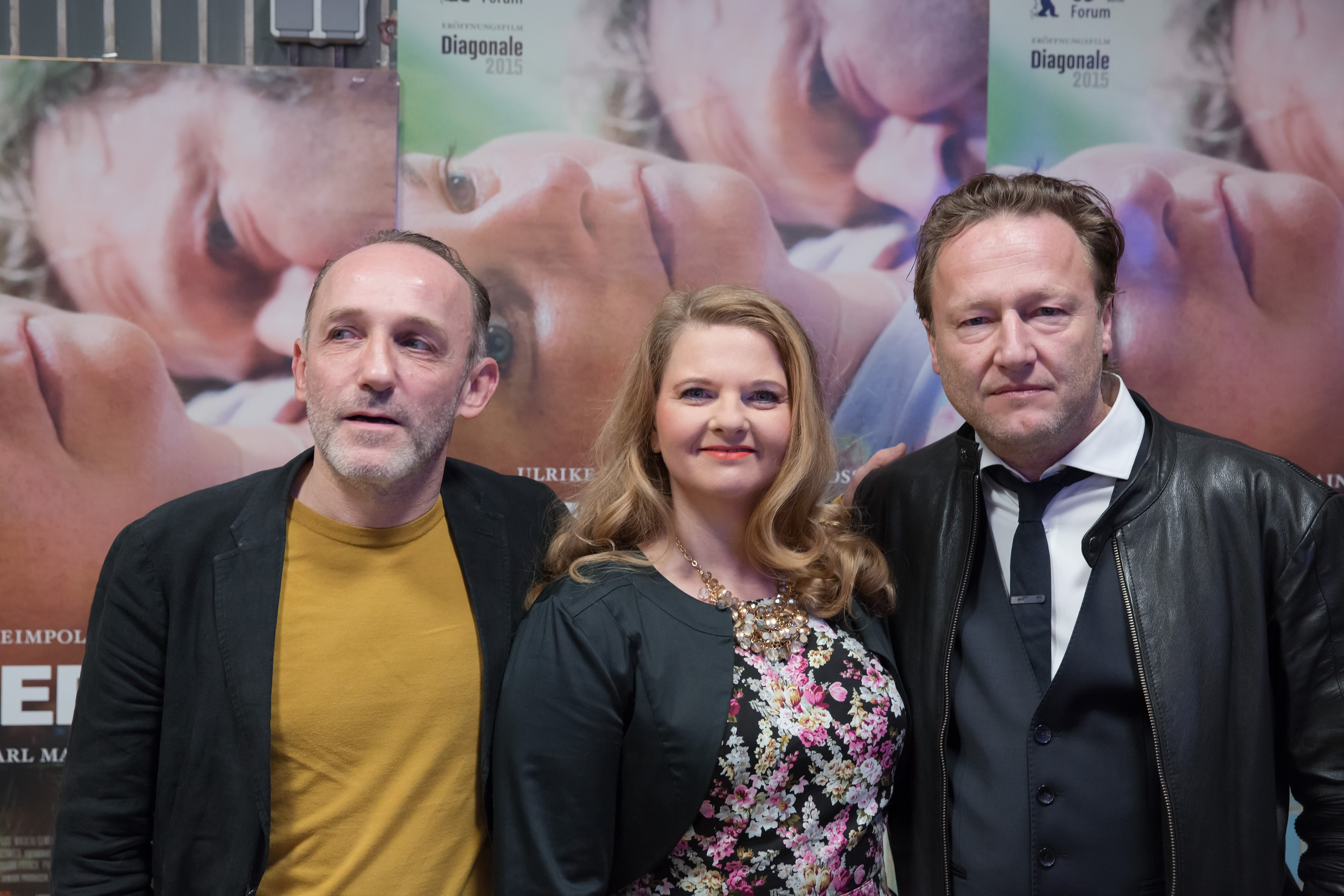
Ulrike Beimpold, Rainer Wöss und Regisseur Karl Markovics

### Beste weibliche Darstellerin

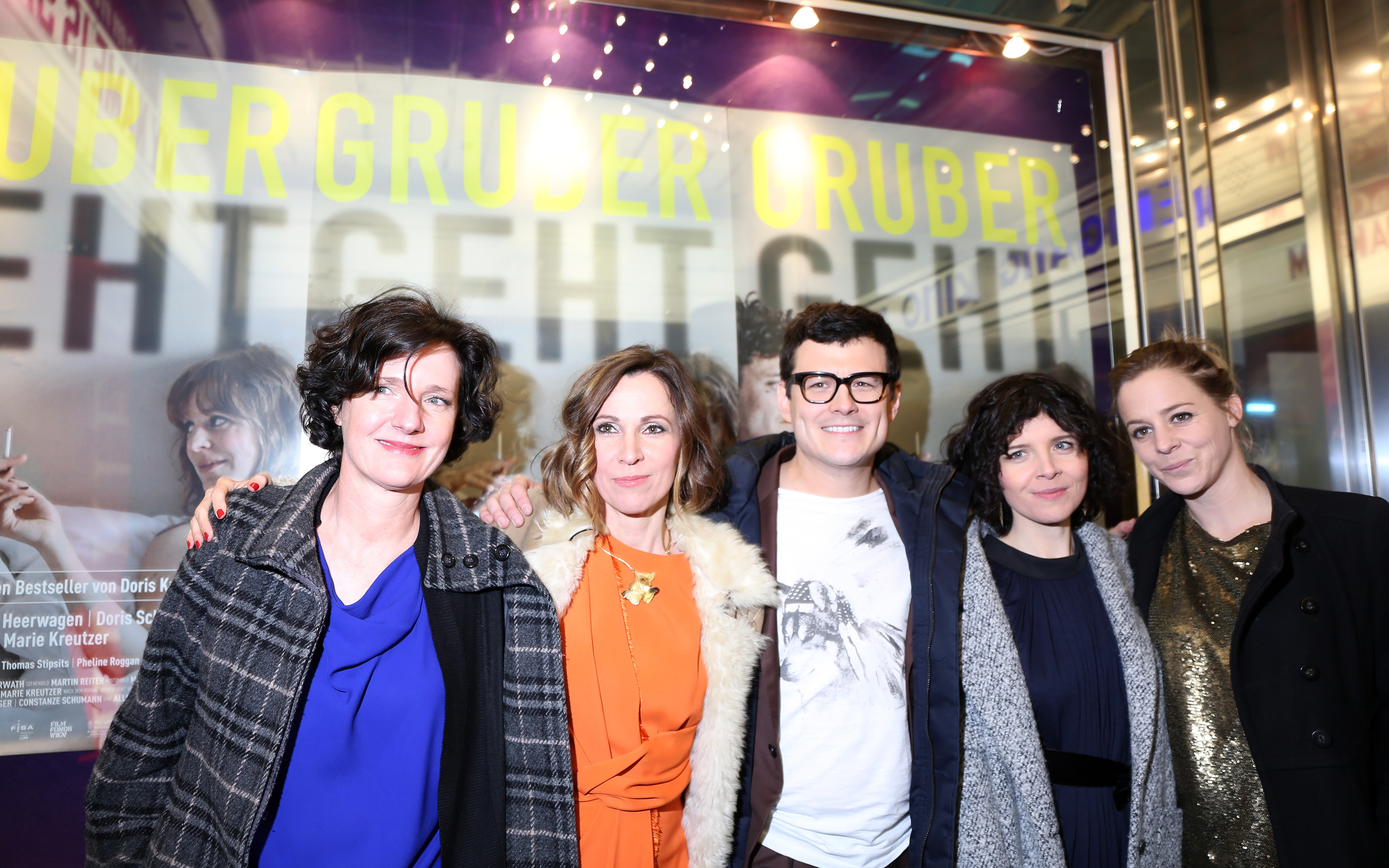
Marie Kreutzer, Manuel Rubey u. a. bei der Premiere von Gruber geht

- Ulrike Beimpold für Superwelt
  - Gerti Drassl für Vals
  - Anna Posch für Chucks

### Bester männlicher Darsteller
- Johannes Krisch für Jack
  - Manuel Rubey für Gruber geht
  - Rainer Wöss für Superwelt

### Beste weibliche Nebenrolle

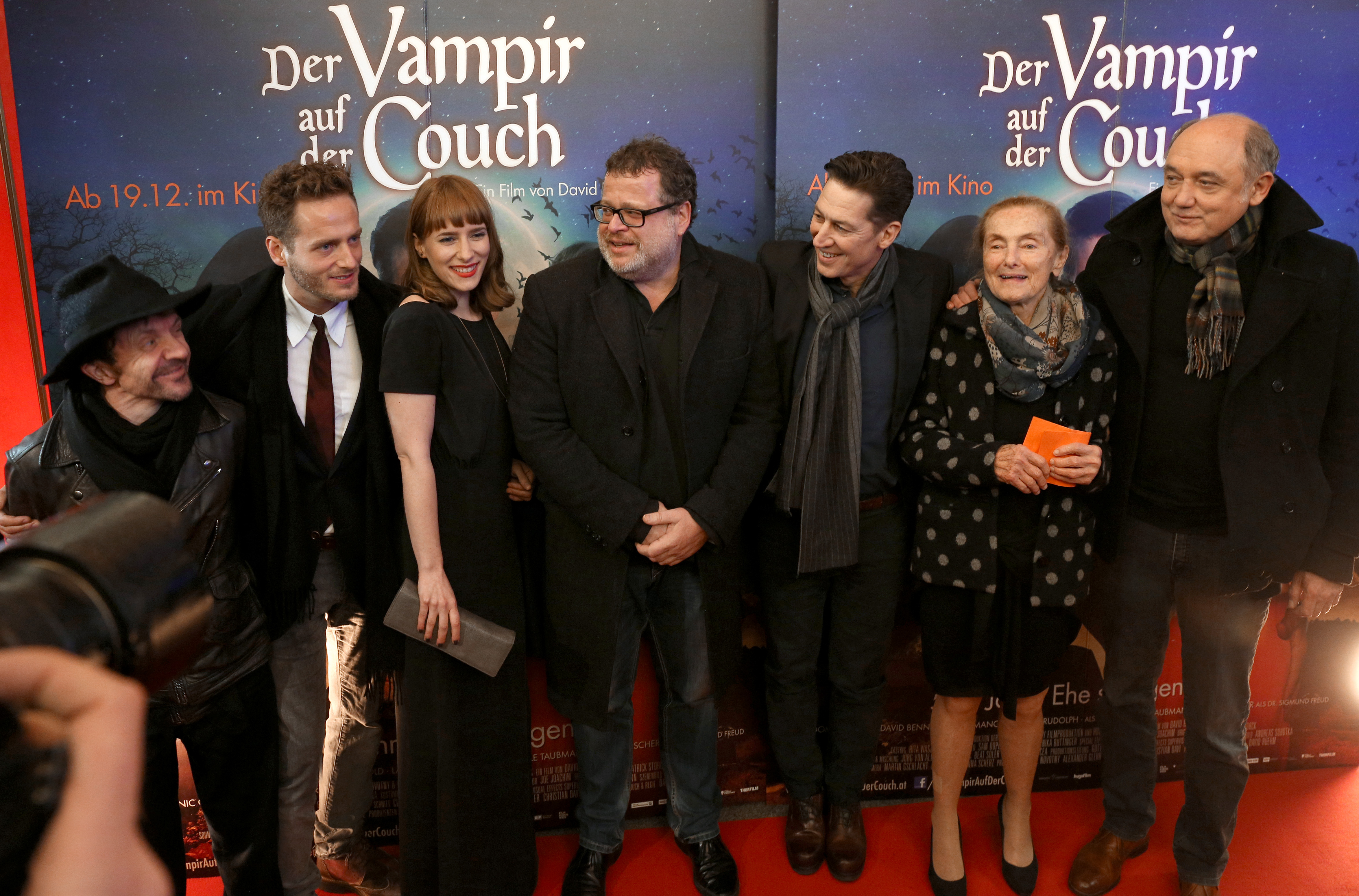
Karl Fischer (r.) bei der Premiere von Therapie für einen Vampir

- Gerti Drassl für Ma Folie
  - Inge Maux für Jack
  - Susi Stach für Planet Ottakring

### Beste männliche Nebenrolle
- Christopher Schärf für Einer von uns
  - Karl Fischer für Therapie für einen Vampir
  - Markus Schleinzer für Einer von uns

### Beste Regie
- Veronika Franz und Severin Fiala für Ich seh, Ich seh
  - Marie Kreutzer für Gruber geht
  - Wolfgang Murnberger für Das ewige Leben

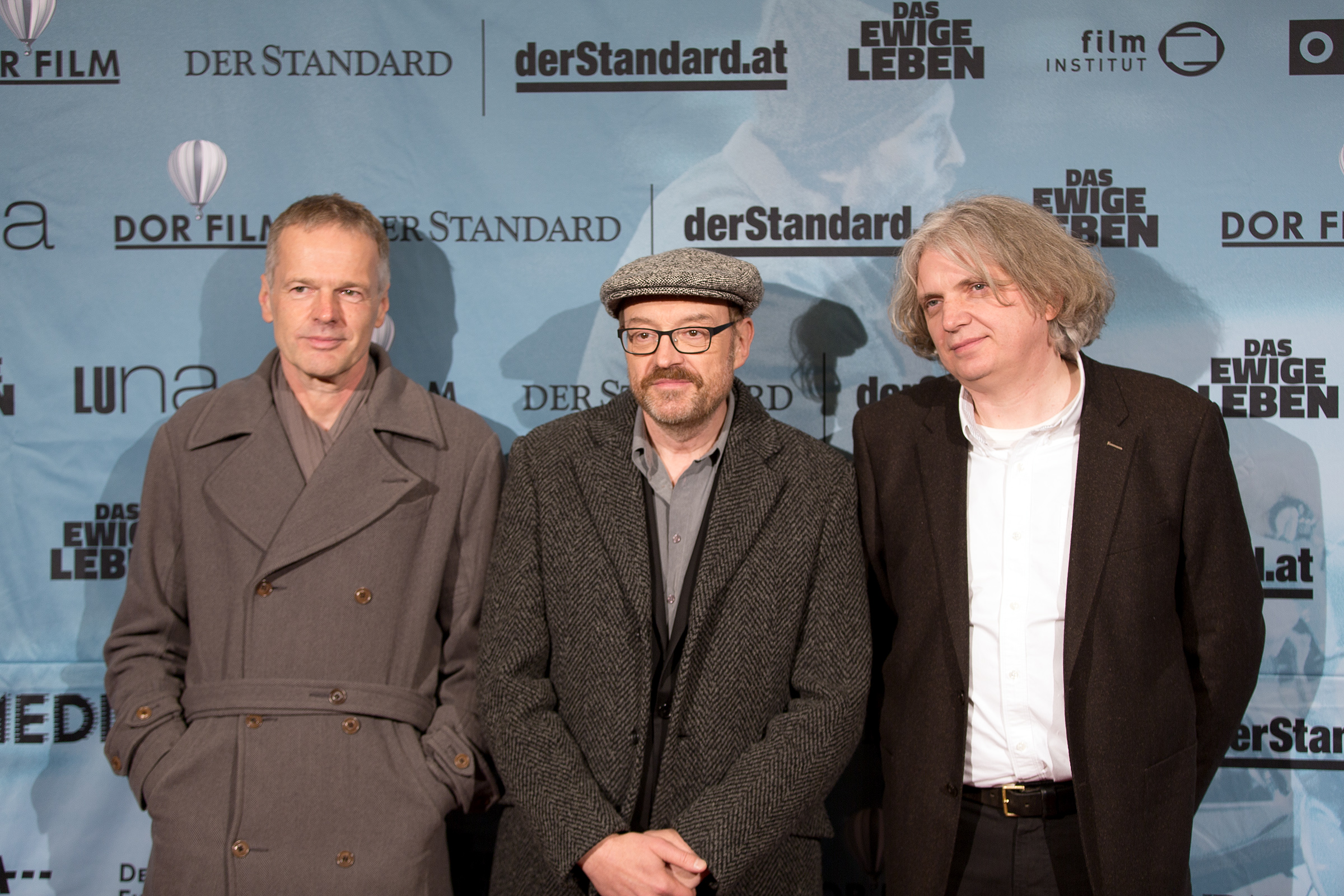
Wolf Haas, Josef Hader und Wolfgang Murnberger

### Bestes Drehbuch
- Christian Frosch für Von jetzt an kein Zurück
  - Veronika Franz und Severin Fiala für Ich seh, Ich seh
  - Josef Hader, Wolfgang Murnberger und Wolf Haas für Das ewige Leben
  - Marie Kreutzer für Gruber geht

### Beste Kamera
- Martin Gschlacht für Ich seh, Ich seh
  - Enzo Brandner für Einer von uns
  - Leena Koppe für Gruber geht

### Bestes Kostümbild
- Renate Martin und Andreas Donhauser für Casanova Variations
  - Monika Buttinger für Therapie für einen Vampir
  - Stefanie Jauss für Von jetzt an kein Zurück

### Beste Maske
- Roman Braunhofer und Martha Reuss für Ich seh, Ich seh
  - Sam Dopona für Therapie für einen Vampir
  - Michaela Payer und Constanze Madlindl für Das ewige Leben

### Beste Musik
- Oliver Welter und Herwig Zamernik für Jack
  - Wolfgang Frisch und Markus Kienzl für Das ewige Leben
  - Herbert Tucmandl für Superwelt

### Bester Schnitt
- Evi Romen für Casanova Variations
  - Karina Ressler für Ma Folie
  - Andreas Wodraschke und Julia Drack für Einer von uns

### Bestes Szenenbild
- Johannes Salat und Hubert Klausner für Ich seh, Ich seh
  - Renate Martin und Andreas Donhauser für Casanova Variations
  - Isidor Wimmer für Jack

### Beste Tongestaltung
- William Edouard Franck, Veronika Hlawatsch und Bernhard Maisch für Jack
  - William Edouard Franck, Philipp Mosser, Reinhard Schweiger und Bernhard Maisch für Superwelt
  - Thomas Szabolcs, Torsten Heinemann, Bernhard Bamberger und Bernhard Maisch für Planet Ottakring